# Pseudoparatettix luwuensis
Pseudoparatettix luwuensis är en insektsart som beskrevs av Günther, K. 1937. Pseudoparatettix luwuensis ingår i släktet Pseudoparatettix och familjen torngräshoppor. Inga underarter finns listade i Catalogue of Life.